# Kennedy River Bog Provincial Park
Der Kennedy River Bog Provincial Park (auch Kennedy River Bog Passage Park) ist ein nur etwa 11 Hektar (ha) großer Provincial Park im Südwesten der kanadischen Provinz British Columbia, an der Westküste von Vancouver Island.
Der Park ist Teil des Clayoquot Sound Biosphere Reserve, einem von der UNESCO anerkanntem Biosphärenreservat.
Bei dem Park handelt es sich um einen sogenannten Day-Use Park. Diese Parks verfügen üblicherweise über keine umfangreiche touristische Infrastruktur und sind nur für Tagesbesuche ausgestattet.

## Anlage
Der Park liegt östlich von Tofino, im Alberni-Clayoquot Regional District, an einem Altarm des Kennedy River. Der Park liegt südlich des Flusses der den Kennedy Lake und das Tofino Inlet, ein Arm des Clayoquot Sound, verbindet. Der Park ist dabei zweigeteilt. Der Name (englisch bog) weist dabei auf das Niedermoor hin, an dem der Park liegt.
Bei dem Provinzpark handelt es sich um ein Schutzgebiet der IUCN-Kategorie III (Naturdenkmal).

## Geschichte
Der Park wurde am 13. Juli 1995, als eins in einer Gruppe von rund 50 Schutzgebieten, als Provincial Park in British Columbia eingerichtet. Zu den zeitgleich eingerichteten Parks gehören auch der nahe gelegenen der Dawley Passage Provincial Park, der Clayoquot Arm Provincial Park, der Clayoquot Plateau Provincial Park, der Tranquil Creek Provincial Park und der Kennedy Lake Provincial Park sowie weitere nahe gelegene Parks. Die Einrichtung dieser Parks war, als Folge der Unruhen in den 1980er-Jahren sowie den frühen 1990er-Jahren welche sich gegen die Kahlschlagpolitik der Forstindustrie richteten, das Ergebnis der „Clayoquot Sound Land Use Decision“.
Wie jedoch bei fast allen Provinzparks in British Columbia gilt auch für diesen, dass die Gegend, lange bevor sie von europäischen Einwanderern besiedelt oder sie Teil eines Parks wurde, in diesem Fall Jagd-, Siedlungs- und Fischfanggebiet verschiedener Gruppen der First Nations, hier der Nuu-chah-nulth, war.

## Flora und Fauna
Mit dem Biogeoclimatic Ecological Classification (BEC) Zoning System wird das Ökosystem von British Columbia in verschiedene biogeoklimatische Zonen eingeteilt. Biogeoklimatische Zonen zeichnen sich durch ein grundsätzlich identisches oder sehr ähnliches Klima sowie gleiche oder sehr ähnliche biologische und geologische Voraussetzungen aus. Daraus resultiert in den jeweiligen Zonen dann grundsätzlich auch ein sehr ähnlicher Bestand an Pflanzen und Tieren. Innerhalb dieser Systematik wird der Park der Coastal Western Hemlock Zone zugeordnet.